# 2009년 마다가스카르 정치 위기

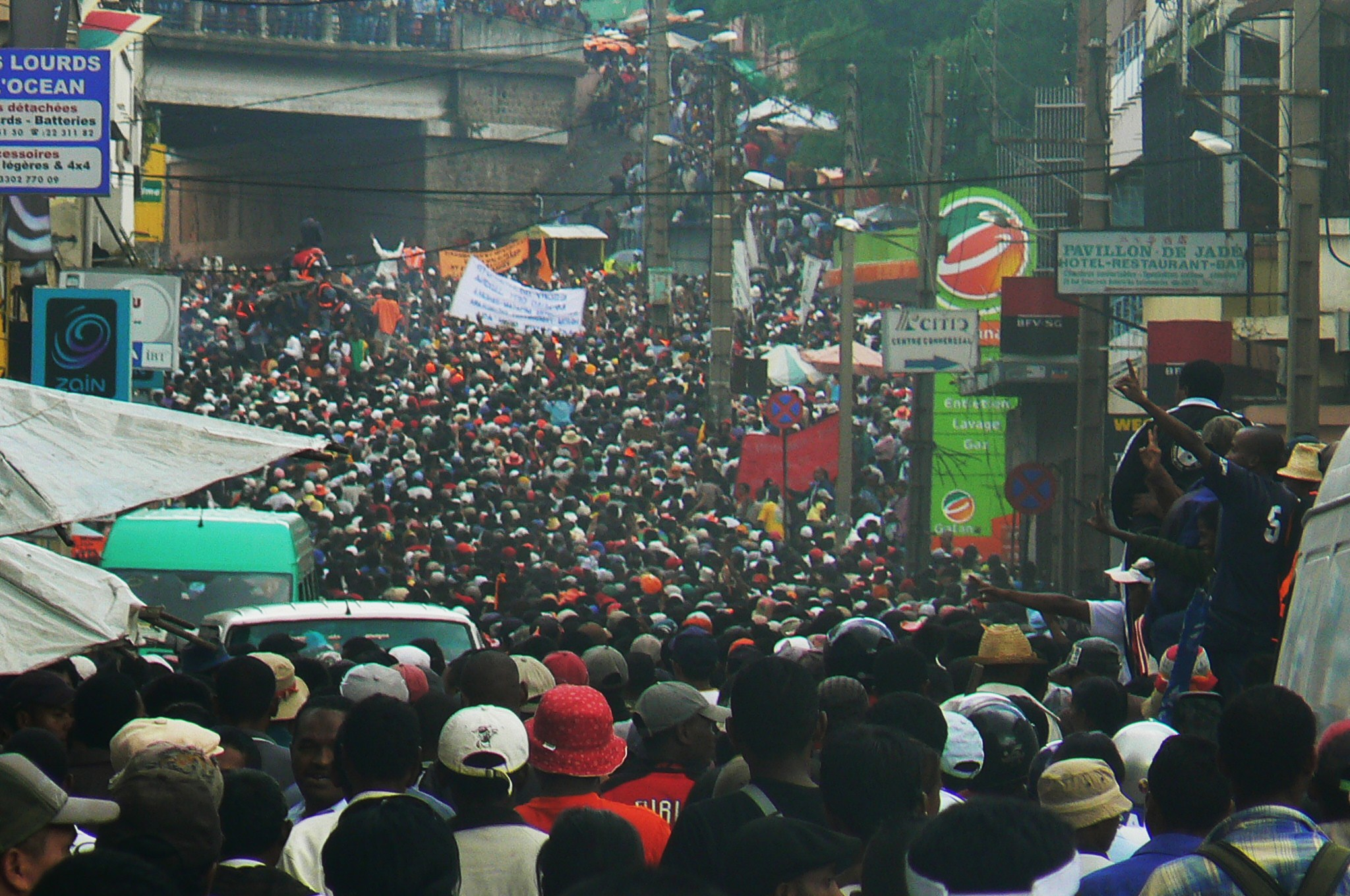
2009년 1월 24일에 있었던 안타나나리보 시위

마다가스카르 정치위기 사태는 2009년 1월 초에서 3월까지 마다가스카르에서 일어난 정치적 위기상황이다. '쿠데타'라는 명칭을 사용하기도 하지만, 국가별로 사태에 대한 대응이 다르기 때문에 쿠데타라고 명칭을 단정짓지 않는다. 마다가스카르 혁명이라고 보는 시각도 존재한다.

## 배경

마다가스카르의 위치

2001년에 실시된 대통령 선거는 재선을 목표로 한 디디에 라치라카와 야당의 당수 마르크 라발로마나나의 일대일 구도를 보였다. 헌법 고등재판소는 라발로마나나가 최다 득표자이지만 과반을 달성하지 못했기 때문에 결선 투표의 실시를 발표하였다. 그러나 라발로마나나 등의 야당 세력은 자체 집계에서 과반수의 득표를 획득하였으므로 ‘승리’임을 선언했다. 라발로마나나에 대한 지지는 전국으로 확대되었고, 이듬해 2002년 라치라카가 프랑스로 출국하면서 라발로마나나는 대통령으로 취임하게 된다. 이후 라치라카는 임기 중의 부정이 고발되었고 최고재판소로부터 소추를 받았다.
2007년에 실시된 마다가스카르의 수도 안타나나리보 시장 선거에서 당선된 안드리 라조엘리나는 라발로마나나가 이끄는 정부에 대한 비판을 계속하였고, 정부와의 관계는 악화되었다. 2008년 11월, 정부는 대한민국의 대우로지스틱스에 마다가스카르 전체 농지의 절반인 130만ha를 99년간 무상으로 빌려주는 협정을 체결하였다. (그러나 2009년 6월, 임시 정부가 이를 파기한다). 라조엘리나는 자신이 운영하는 방송국에 프랑스에 머물고 있는 라치라카를 출연시켜, 이러한 정부의 행동들을 비판하는 인터뷰를 방영하였다. 12월 13일, 정부는 라조엘리나의 방송국에 대하여 추방된 라치라카를 출연시켰다는 것을 이유로 방송국 폐쇄 명령을 내린다.

## 진행

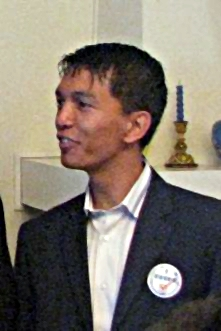
안드리 라조엘리나

### 시위
2009년 1월 24일, 라발로마나나가 남아프리카 공화국에서 열린 정상 회담에 참석하기 위해 출국하였다. 다음 날인 25일, 라조엘리나는 정부의 방송국 폐쇄 명령을 비판하고 항의 시위를 호소하였다. 시위가 일어났고, 참가자 중 일부가 폭도화되어 공영 방송국 등의 정부 시설과 상업 시설을 습격하게 되고 이에 대응하여 치안 부대가 폭도화된 시위대를 진압하였다. 이 결과 44명의 사망자가 나오게 된다. 아프리카 연합은 라조엘리나의 항위 시위를 비합법적인 수단으로 규정하고 비난 성명을 발표하였다. 2월 2일, 라발로마나나는 라조엘리나를 국가 반역죄로 최고재판소에 고발하였고, 최고재판소는 라조엘리나에게 안타나나리보 시장직에서 해임할 것을 명령하였다.

### 반대 집회
2월 7일, 라조엘리나가 이끄는 야당 세력은 안타나나리보에서 반대 집회를 열고 총리에 몬자 로인데포를 지명하였다. 시위대는 과도 정부의 시설로 사용하기 위해 대통령부를 점거하였으나 치안 부대가 발포하여 28명이 사망하고 212명이 부상을 입었다. 이 때 최초의 여성 국방장관이었던 세실이 발포에 항의하여 사임한다. 2월 21일, 라발로마나나는 라조엘리나와 회담을 갖고 서로 화해하는 것으로 합의하였다. 그러나 라조엘리나측이 화해를 거부하고 항의 시위를 재개한다. 피아나란초아 주에서 2월 26일부터 27일까지 일어난 시위는 정부군과의 충돌로 2명이 사망하였다.

### 대통령직 사임

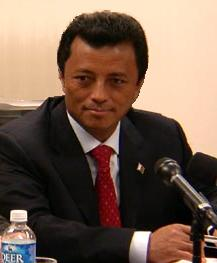
라발로마나나

3월 14일, 라조엘리나는 집회를 열고 라발로마나나 대통령의 사임을 요구하였다. 3월 15일, 라발로마나나는 사태 수습을 위해 대통령직의 사임을 국민 투표로 결정하겠다고 발표하였으나 야당은 즉각적인 사임을 요구하여 발표를 무시하였다. 다음 날 16일, 군부가 일어나 육군 부대가 대통령부를 점거한다.
이 사태로 인해 라발로마나나는 대통령직 사임을 표명하였고, 전권을 군에 위임하였다. 군부는 정권을 즉시 라조엘리나에게 이양하였고, 라조엘리나가 임시 대통령에 취임한다. 또한, 총리로 몬자 로인데포가 취임하게 된다.
헌법에 규정된 대통령의 피선거권은 40세 이상이었고, 라조엘리나는 34세로 피선거권 기준에 미달되었으나 3월 18일, 헌법 고등재판소는 라조엘리나의 대통령 취임을 인정하였다. 3월 21일 대통령 취임식을 하였고, "세계와 우호를 구축하고 자유로운 미래를 요구한다"라며 연설하였다.

### 라발로마나나의 망명
라조엘리나 대통령이 취임한 후 대통령 집무실에 있던 라발로마나나 전 대통령은 마다가스카르에서 남하하여 에스와티니에 있음이 2009년 3월 25일 밝혀졌다. 라발로마나나 전 대통령은 라조엘리나의 체포 명령을 피해 국외로 도망하였고, 3월 23일 마다가스카르에서 망명하고 스와질란드 국왕 음스와티 3세와 향후 마다가스카르에 대한 대응을 협의했다고 알려진다. 3월 23일에 있었던 라조엘리나 항의 운동 때 항의를 실시한 민중들에게 직접 전화를 거는 등의 대통령 자리를 되찾으려고 하는 움직임을 전개하고 있다.

## 사건 이후
임시 정부는 국제사회로부터의 승인을 얻지 못하여 외교적으로 고립되었다. 2010년 11월에는 라조엘리나의 임시 대통령 권한을 다음 대선까지 유지하기 위한 헌법 개정안을 발의하여 국민 투표를 하여 찬성 다수로 승인되었으나, 야당의 보이콧으로 투표율은 약 53%로 저조하였다. 또한, 군의 일부가 반란을 일으키기도 하여 사회의 불안이 지속되었다.